# RH Sikes
RH Sikes (Paris, Arkansas; 6 de marzo de 1940 – 2 de noviembre de 2023) fue un golfista profesional estadounidense que jugó en el PGA Tour entre los años 1960 y años 1970.

## Carrera
Fue uno de los principales golfistas de los Arkansas Razorbacks, donde ganó el U.S. Amateur Public Links en 1961 y 1962, y el Campeonato de la NCAA y la Walker Cup en 1963. Ganó el primer título nacional para los Arkansas Razorbacks a nivel universitario.
En su primer año como profesional en el PGA Tour en 1964 ganó el Sahara Invitational, además del premio al novato del año. Entre 1990 y 1992 participó en el Senior PGA Tour donde su mejor resultado fue el lugar 36 en el Raley's Senior Gold Rush en 1992. En 2002 fue miembro del Arkansas Golf Hall of Fame.

## Títulos

### Aficionado
- U.S. Amateur Public Links (2): 1961, 1962
- NCAA Championship (Individual) (1): 1963

### PGA Tour (2)
| No. | Fecha                 | Torneo                      | Resultado             | Margen de victoria | Segundo                                   |
| --- | --------------------- | --------------------------- | --------------------- | ------------------ | ----------------------------------------- |
| 1   | 18 de octubre de 1964 | Sahara Invitational         | −9 (62-71-70-72=275)  | 2 golpes           | Jack McGowan, Jack Nicklaus, Phil Rodgers |
| 2   | 7 de agosto de 1966   | Cleveland Open Invitational | −16 (69-68-63-68=268) | 3 golpes           | Bob Goalby                                |

PGA Tour playoff record (0–1)
| No. | Año  | Torneo                        | Oponentes                           | Resultado                                     |
| --- | ---- | ----------------------------- | ----------------------------------- | --------------------------------------------- |
| 1   | 1969 | IVB-Philadelphia Golf Classic | Gay Brewer, Dave Hill, Tommy Jacobs | Hill ganó con birdie en el primero hoyo extra |

### Otras Victorias (2)
- Arizona Open de 1962 (como amateur)
- Southern California PGA Championship de 1981

## Títulos con el equipo nacional
Amateur
- Walker Cup: 1963
- Eisenhower Trophy: 1962
- Americas Cup: 1963